# Iglesia de San Bartolomé (Benicarló)
La iglesia de San Bartolomé es un templo en Benicarló, provincia de Castellón, España.
Empezó a construirse el 25 de mayo de 1724, y se terminó el 9 de octubre de 1743 en estilo barroco. Se trata de una edificación del siglo XVIII que sustituyó a la anterior iglesia de la cual se conserva poca información.
San Bartolomé es patrón de la ciudad, junto con los santos Senén y Abdón.

## Descripción
El templo tiene una gran fachada de piedra labrada que sirve de marco a una monumental portalada barroca de dos cuerpos flanqueados por esbeltas columnas salomónicas exentas, el cuerpo superior está formado por una hornacina con la imagen de san Bartolomé. Todo el conjunto artístico de la portada se halla enriquecido con una ornamentación barroca abundante y de cuidada ejecución.
La torre es esbelta, octogonal y exenta, construida con grandes bloques de piedra labrada procedente del país, tiene cuatro cuerpos muy macizos, los tres primeros y el cuarto con un estilizado ventanal de medio punto en cada cara, donde están instaladas las campanas.
El interior es una sola nave con crucero y capillas entre los contrafuertes comunicadas entre sí dando un aspecto de naves laterales. Las cúpulas de las capillas tienen luz cenital. Sobre el crucero se alza una gran cúpula con grandes ventanas. Las capillas no están todas decoradas, destacando la de San Antonio Abad y la de la Virgen del Carmen.
Como piezas artísticas y de valor destaca la orfebrería morellana del siglo XVI. La custodia pertenece al siglo XVIII, tiene una altura de 1,40m. y está hecha de plata dorada. La cruz procesional es gótica posiblemente de la primera mitad del siglo XV, está hecha con plata dorada y tiene al anverso la figura del Cristo crucificado y al reverso la figura del Salvador con bola del mundo y en actitud de bendecir. El retablo de la Virgen del Remedio de Vicente Macip de la escuela de Juan de Juanes, aparece la Virgen y el Niño sentados en un trono rodeados por diferentes santos.
Actualmente el rector de la parroquia es Rvdo. Carlos Luis García y Talarn ayudado de un diácono permanent, el Rvdo. Juan Bautista Jovaní y Casanova, ambos pertenecientes al obispado de Tortosa

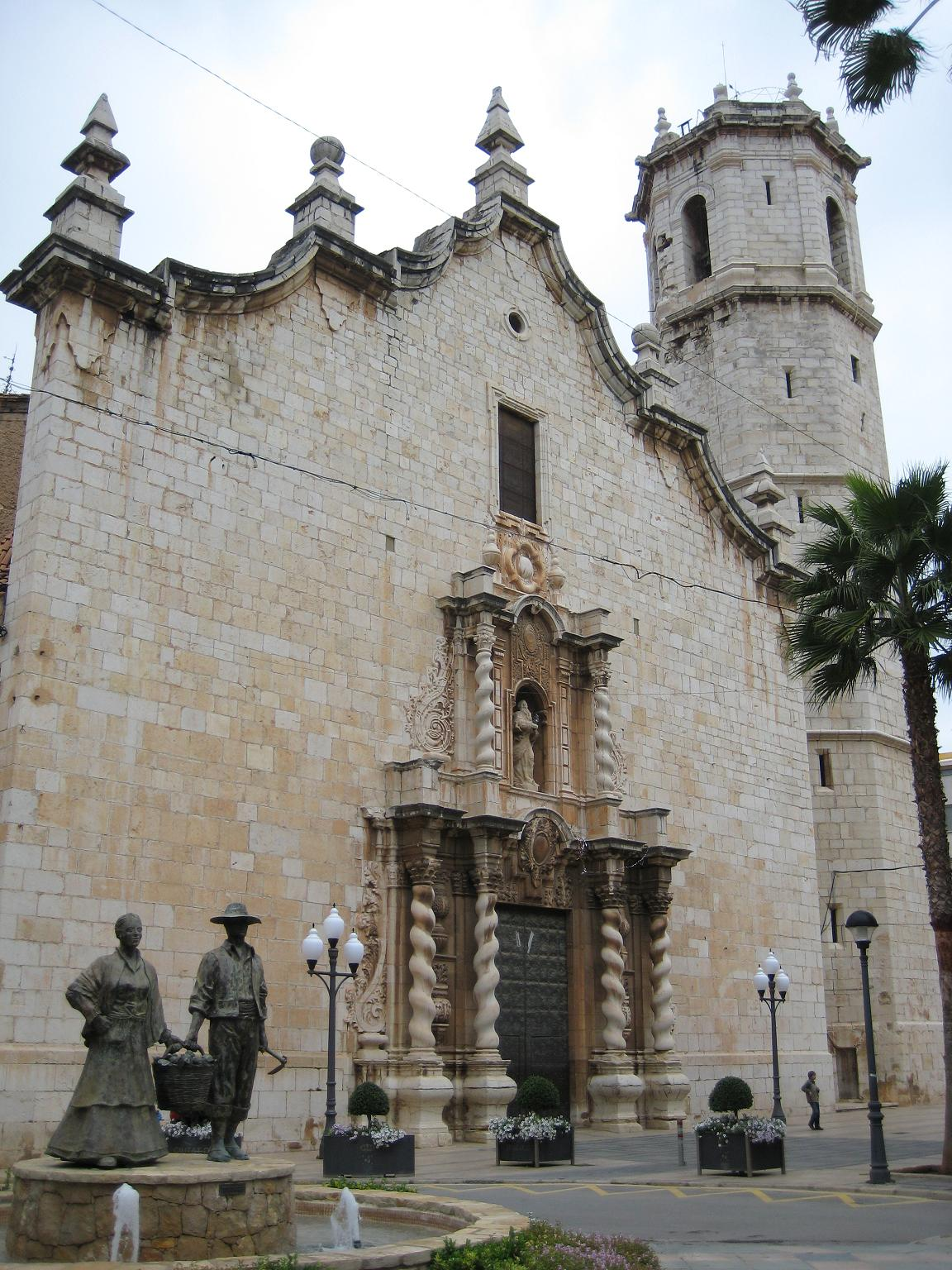
Fachada de la iglesia.
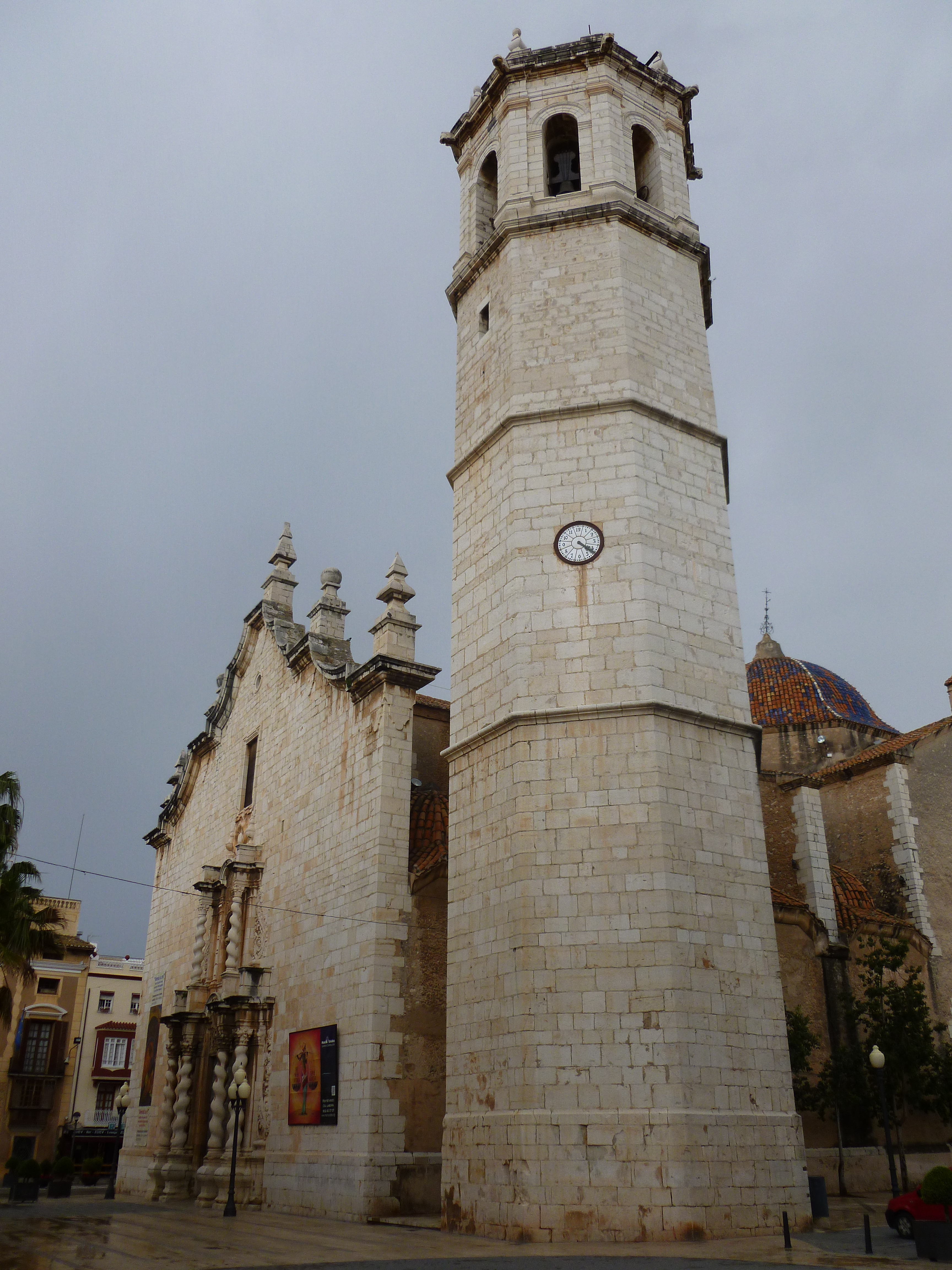
Torre y fachada de la iglesia.
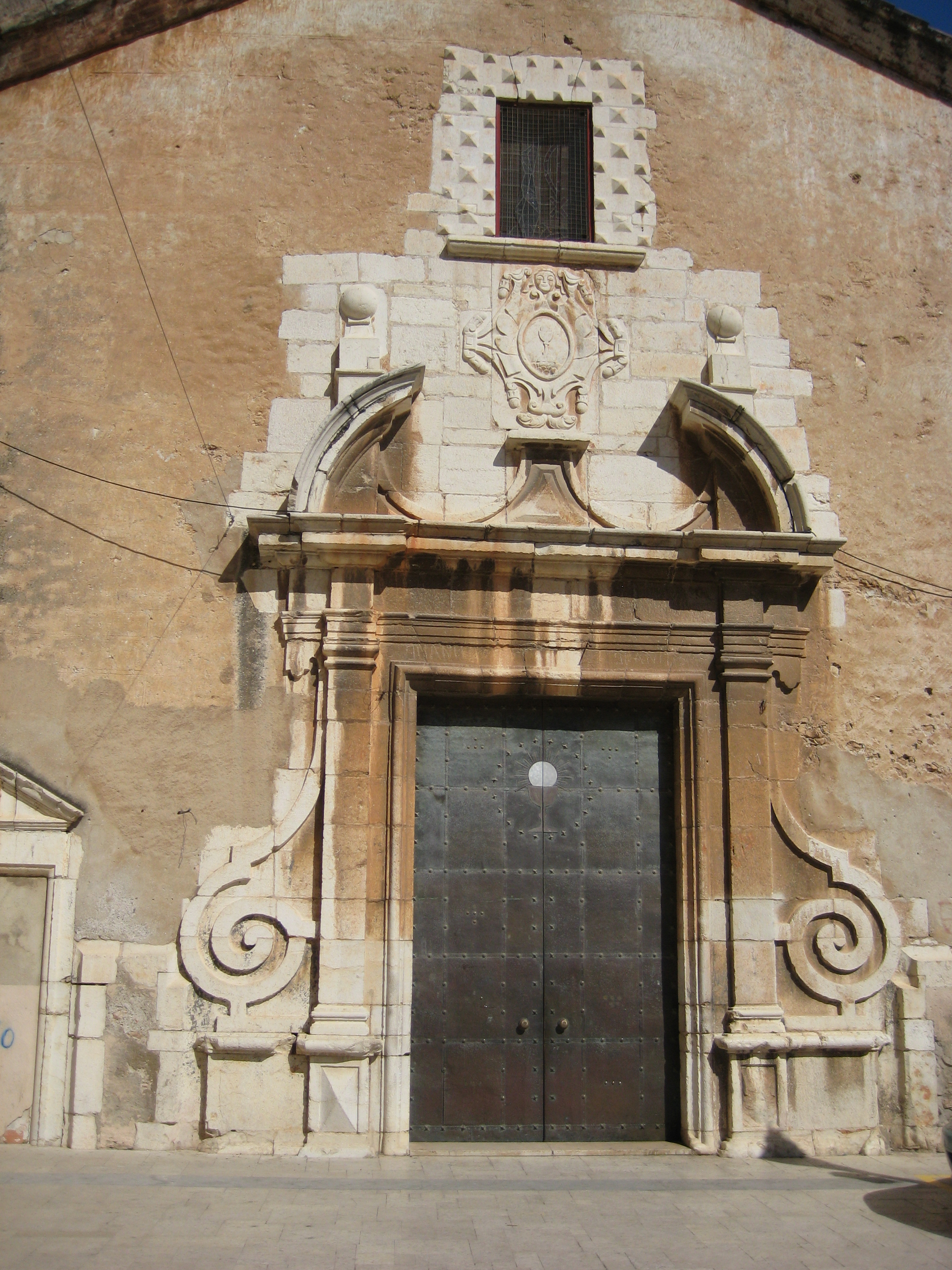
Puerta de la Capilla de la Comunión.
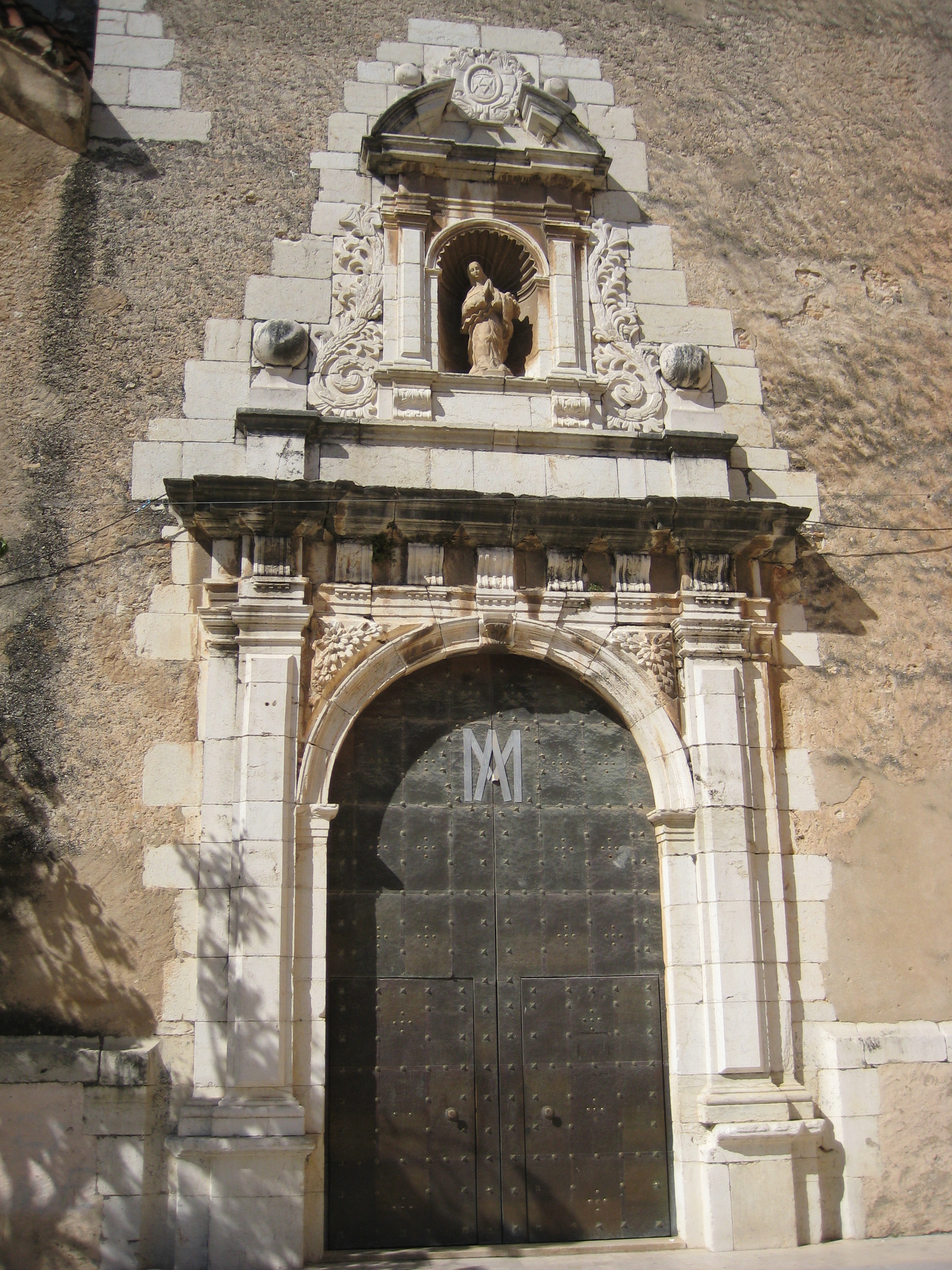
Puerta lateral.
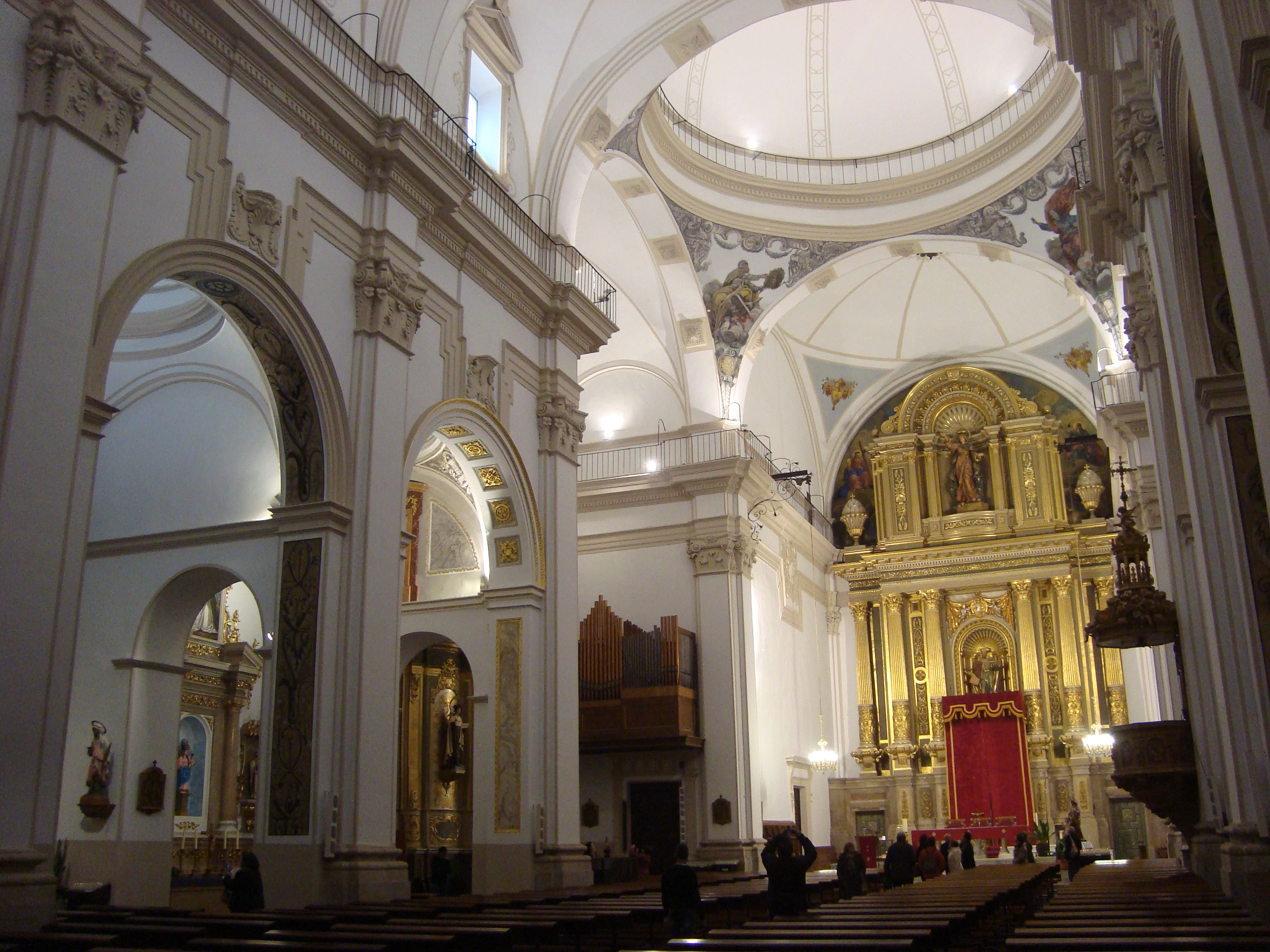
Nave de la iglesia